# Ghiacciaio Christiansen
Il ghiacciaio Christiansen è un ghiacciaio situato sulla costa del Principe Harald, nella Terra della Regina Maud, in Antartide. Il ghiacciaio, il cui punto più alto si trova a circa 1900 m s.l.m., si trova in particolare nei monti della Regina Fabiola, e fluisce verso ovest scorrendo tra il monte Eyskens e il monte Derom.

## Storia
Il ghiacciaio Christiansen è stato scoperto il 7 ottobre 1960 da una spedizione belga in Antartide svoltasi lo stesso anno e comandata da Guido Derom, il quale lo battezzò così in onore di Leo Christiaensen, capitano del vascello polare Erika Dan che aveva portato in Antartide la suddetta spedizione.